# 拉讷维尔欧茹特
拉讷维尔欧茹特（法語：La Neuville-aux-Joûtes，法語發音：[la nøvil o ʒut]）是法国上法蘭西大區阿登省的一个市镇，属于沙勒维尔-梅济耶尔区。

## 地理
拉讷维尔欧茹特（49°55'16"N, 4°13'47"E）面积13.17 平方千米，位于法国大東部大區阿登省，该省份为法国北部内陆省份，西接埃纳省，南至马恩省，东临默兹省，北与比利时接壤。
与拉讷维尔欧茹特接壤的市镇（或旧市镇、城区）包括：阿尼马丹略、瓦蒂尼、布罗尼翁、小锡尼。

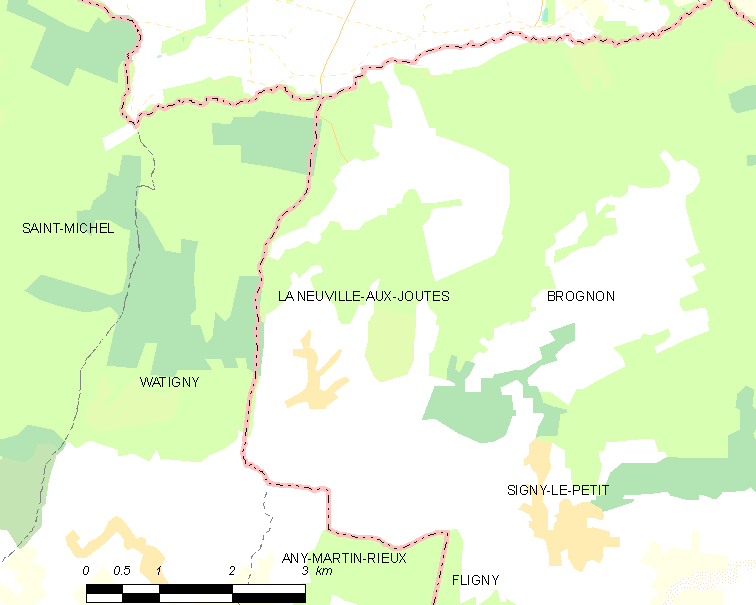
拉讷维尔欧茹特的OSM定位图

拉讷维尔欧茹特的时区为UTC+01:00、UTC+02:00（夏令时）。

## 行政
拉讷维尔欧茹特的邮政编码为08380，INSEE市镇编码为08318。

## 政治
拉讷维尔欧茹特所属的省级选区为罗克鲁瓦县。

## 人口

1962-2008年间拉讷维尔欧茹特人口变化图示

拉讷维尔欧茹特于2022年1月1日时的人口数量为351人。